# 宇久観光バス

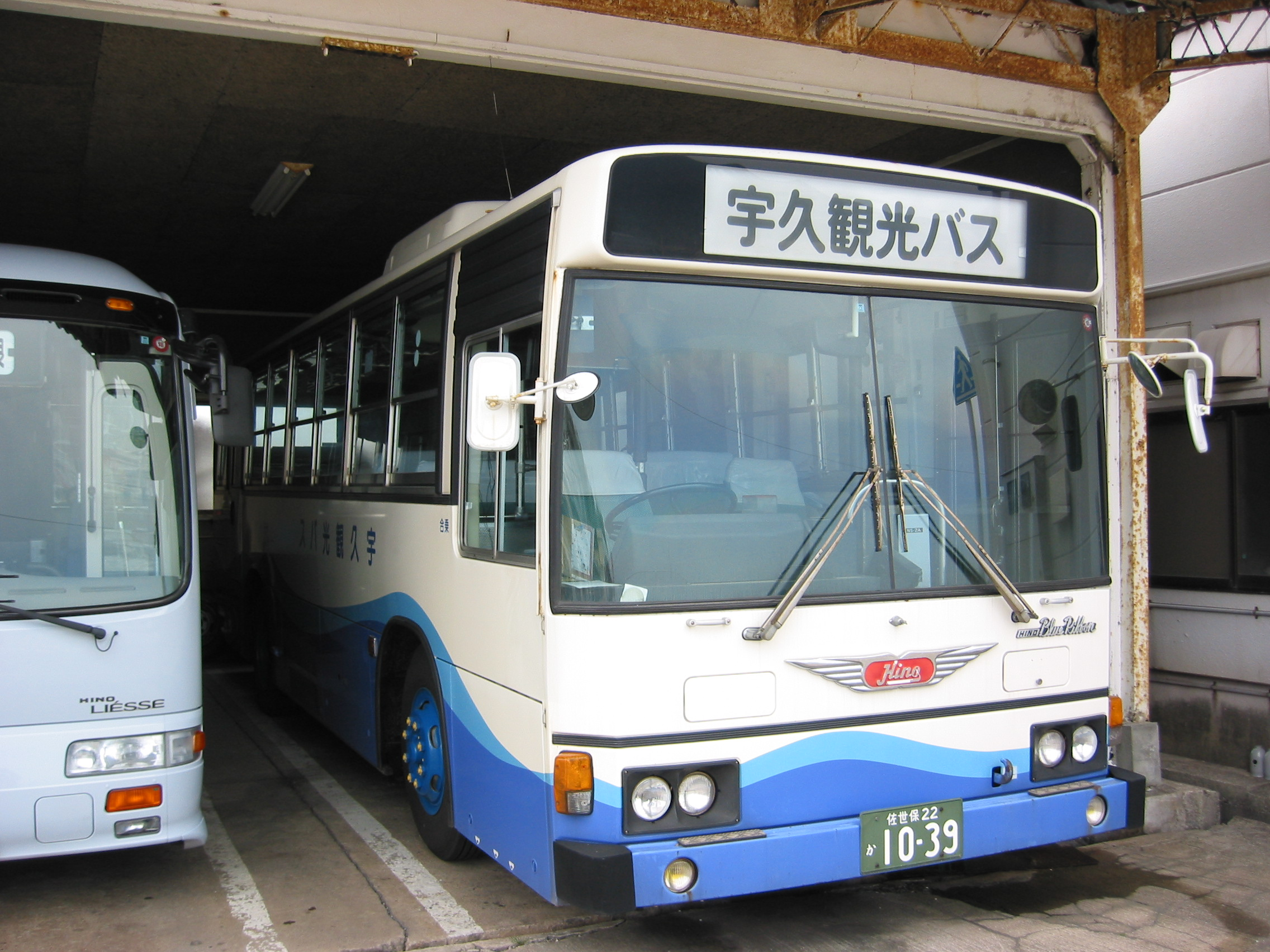
過去の車両
日野・ブルーリボン（2006年3月）

宇久観光バス株式会社（うくかんこうバス）は、長崎県佐世保市宇久町に本社を置き、同市の五島列島最北端に位置する宇久島内で廃止代替バス「島内巡回バス」を運行する貸切バス事業者である。
宇久島内で乗合バスを運行していた西肥自動車が島内から撤退するのを受け、廃止代替バスの受け皿として1992年（平成4年）に設立され、同年4月1日から運行を開始した。

## 概要
資本金1,000万円のうち、佐世保市（旧宇久町を編入合併した際に継承、その後増資）が800万円（80%）を出資する第三セクターのバス事業者である。
貸切バス専業事業者であり、島内巡回バスの運行は道路運送法第21条第1項第2号の規定による運送（21条バス）として貸切免許で行っている。
1958年（昭和33年）に西肥自動車宇久営業所が開設され、宇久島内に西肥自動車の路線が開業した。以来、西肥自動車は宇久島唯一の公共交通機関として、島内を巡回するバス路線を運行してきた。
しかし1960年代後半からは島内でもモータリゼーションが進み、さらに過疎化によりバス通学する児童生徒が減少したことで利用者減少が急激に進んだことから、西肥自動車は1992年（平成4年）3月31日をもって島内の全路線を廃止し、宇久島から撤退した。その廃止代替バスを運行するため当社が設立され、翌4月1日より島内巡回バスの運行を開始した。
その後も島内の過疎化とモータリゼーションの進行により利用者減少は続いており、2006年度は佐世保市より市内生活路線運行費補助金727万円を赤字欠損補償として交付されている。
2007年3月31日現在、代表取締役社長は佐世保市収入役が兼任する。常勤社員は取締役1名と運転士1名の計2名のみ、保有車両も2両のみと最小規模で運営されている。
2022年現在、宇久島で「島内巡回バス」を運行している。島の約半周にあたる向江分駐所 - 木場地区を巡回する。島民の生活路線であると同時に、島を訪れる観光客向けの路線でもあり、厄神社、船隠し、アコウの巨樹、神浦方面への観光に利用できる。島内循環バスのバス停ポールには、島内の子供たちが描いた絵がデザインされており、バス停により絵が異なっている。

## 島内巡回バス
2022年現在（2015年4月1日改正）。全停留所を記載。以下の停留所を往復運行する。
- 向江分駐所 - 啓寿園入口 - 宇久ターミナル - 福浦 - 鬼塚 - 神浦 - 本飯良 - 大久保 - 木場
  - 土休日運休の便、学校休業期間に運休となる便などがある[5]。

運行の詳細は、宇久島観光協会公式サイト「島内巡回バスの時刻表について」を参照。

### 過去の路線
- 三分団格納庫前 - （啓寿園入口） - 宇久ターミナル - 神浦 - 本飯良 - 大久保
  - 啓寿園入口は平日運行時のみ経由。
  - 宇久ターミナルで佐世保港・博多港方面フェリーと、神浦で寺島・小値賀島方面フェリーと乗換可能。宇久行政センター（旧町役場）最寄りは宇久ターミナル。

## 車両
日野・リエッセを2台保有し、いずれも中扉に車椅子用リフトを備えたステップリフトバスで、バリアフリーに対応している。白のリエッセ（佐世保200あ210）と青のリエッセ（佐世保200あ888）が在籍し、青のリエッセは宇久島観光協会の公式サイトにも掲載されている。